# Познанське воєводство (1919—1939)

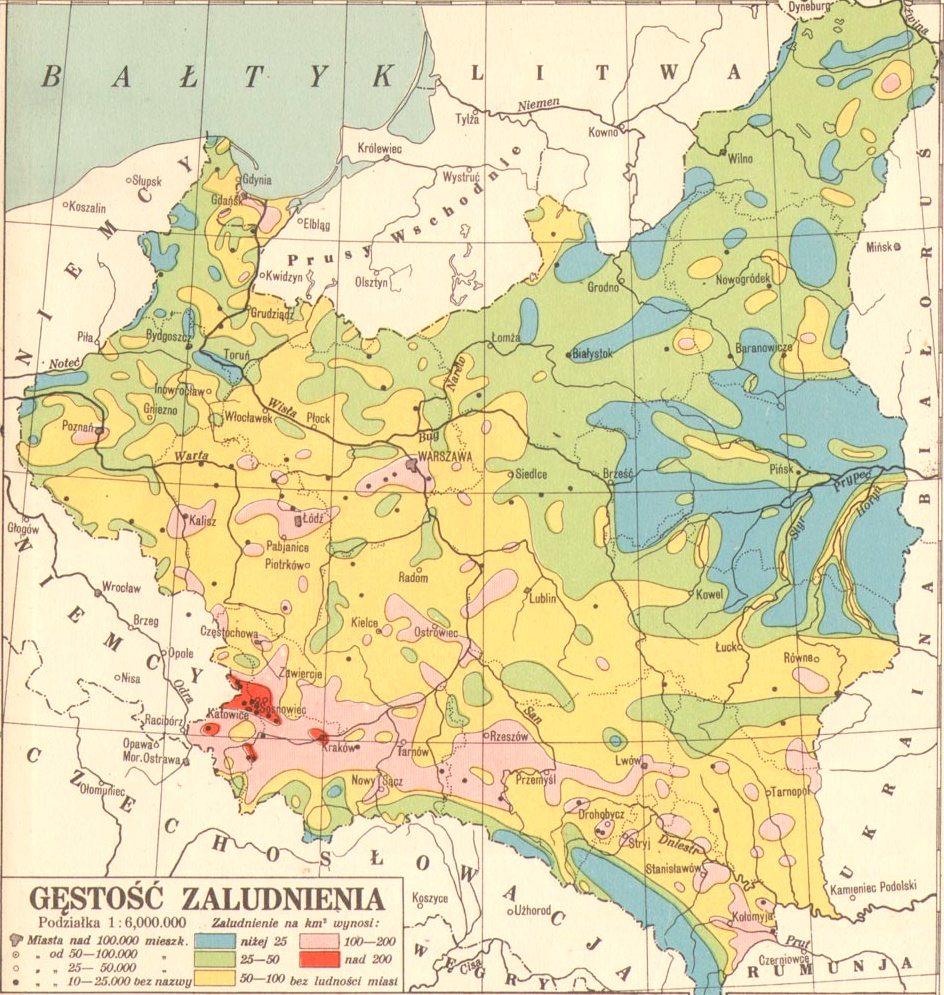
Польща, щільність населення, 1931

Познанське воєводство (пол. województwo poznańskie) — історична адміністративно-територіальна одиниця Польської Республіки, що існувала до вторгнення нацистів у Польщу 1939 року. Великі міста: Познань, Бидгощ (до 1938 року), Каліш (до 1938 року), Гнезно. Утворена за законом (положення) від 12 серпня 1919 року. Познанське воєводство займало територію площею 28 089 км².

## Населення
Населення воєводства 1921 року становило 1 967 865 осіб.
Поділ населення за національністю:
- поляки — 83,2%; 1 636 316
- німці — 16,7%; 327 846

Поділ населення за віросповіданням:
- римо-католицьке — 82,9%; 1 632 087
- лютеранське — 16,3%; 321 564
- юдейське — 0,5%; 10 397

У 1931 р. в Познанському воєводстві жили 2 339 600 осіб. 